# 馬蒂塔克 (紐約州)
馬蒂塔克（英語：Mattituck）是位於美國紐約州薩福克縣的普查規定居民點。

## 人口
根據2020年美國人口普查的數據，馬蒂塔克的面積為31.35平方千米，當中陸地面積為23.26平方千米，而水域面積為8.09平方千米。當地共有人口4322人，而人口密度為每平方千米137.86人。